# Macelo

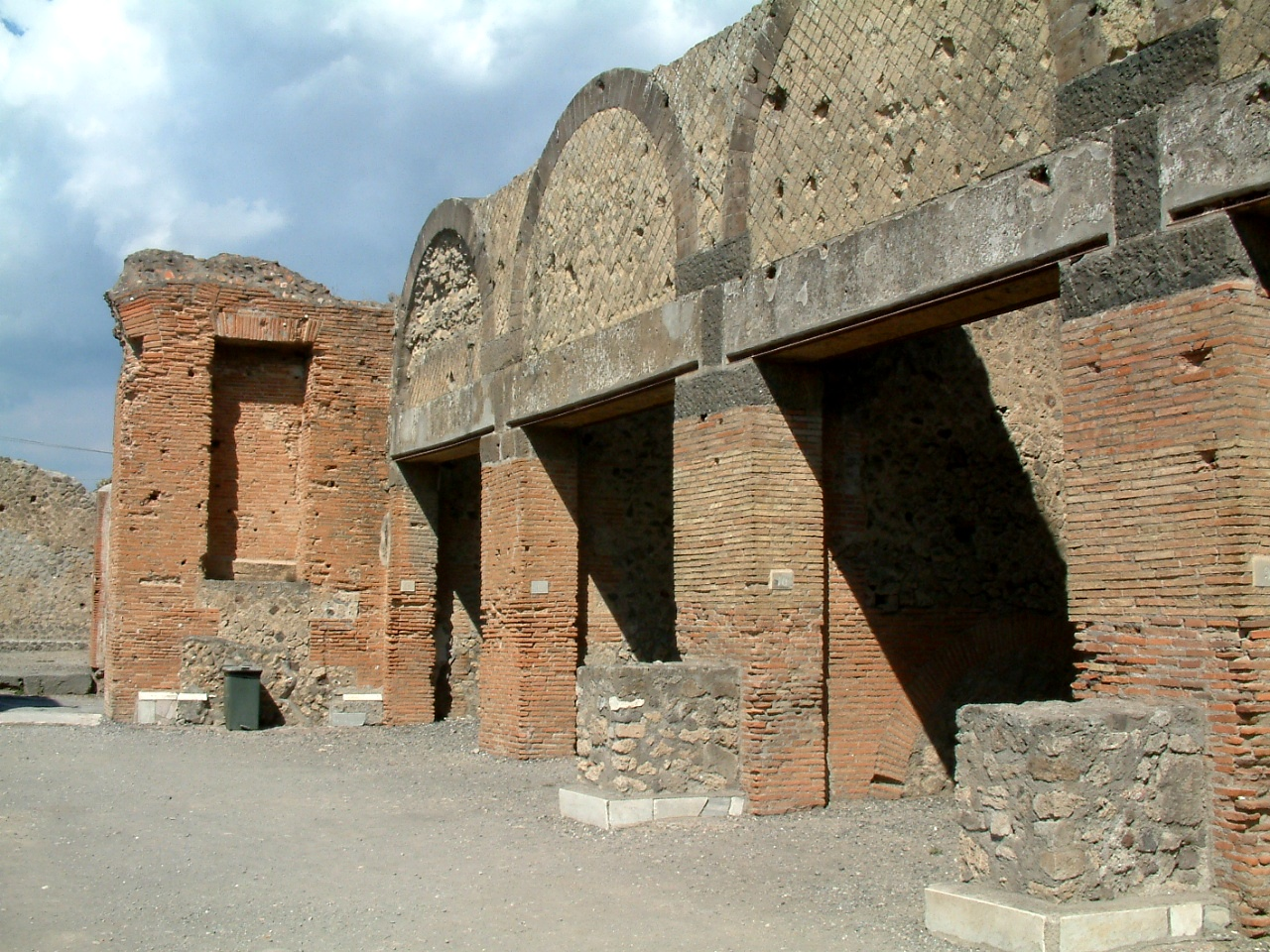
Macelo de Pompeia

Macelo (em latim: Macellum; em grego: μάκελλον; romaniz.: mákellon; em italiano: Macello) foi, na Roma Antiga, o nome dado a um mercado de provisões frequentado por cozinheiros, percadores, açougueiros, confeiteiros e homens de ocupação similar. Por associação, um comerciante de provisões foi chamado macelário (em latim: macellarius; em grego: ὀψοπώλης/κρεοπώλης). O termo "macelo" provavelmente tem uma origem semítica.
Em Atenas, o sinônimo de macelo foi eis toúpson (εἰς τοὖψον), embora no grego o termo significasse mais explicitamente mercado de peixes. Para os mercados dos demais produtos dava-se nomes específicos: mercado de escravos era eis tá ándrápoda (εἰς τὰ ἀνδράποδα); mercado de vinho era eis tón oínon (εἰς τὸν οἶνον); etc.